# Simon Tong
Simon Tong (ur. 1972 w Lancashire) – brytyjski gitarzysta i klawiszowiec najbardziej znany jako członek The Verve w latach 1996–1999. W 2002 roku zastąpił Grahama Coxona na stanowisku gitarzysty w zespole Blur na czas trasy koncertowej, promującej ich album Think Tank. Pozostawał członkiem grupy do 2003 roku, kiedy Blur rozwiązał działalność. W latach 2005–2010 współpracował z grupą Gorillaz jako gitarzysta.
Obecnie uczestniczy w projekcie The Good, the Bad and the Queen.